# Róheim Géza
Róheim Géza (Budapest, 1891. szeptember 12. – New York, New York, 1953. június 7.) magyar néprajzkutató, Ausztrália, Új-Guinea, Mexikó néprajzi kutatója, az etnológia pszichoanalitikai irányzatának világhírű egyénisége.

## Élete
Budapesten született Róheim Sámuel kereskedő és Schulz Leontin gyermekeként zsidó származású családban. Elemi és középiskoláit a fővárosban végezte el, majd beiratkozott a tudományegyetemre. Tanulmányait Berlinben és Lipcsében folytatta, ahol korának híres etnológusai, Felix Luschan, Karl Weule, Paul Ehrenreich voltak a tanárai. Visszatérte után Budapesten doktorált 1914-ben földrajz, keleti népek története és angol filológia tárgyakból.
Az első világháború éveiben (1914–1918) a Széchényi Könyvtárban dolgozott szakdíjnokként. Később a Magyar Nemzeti Múzeum néprajzi osztályán helyezkedett el, és ekkor jegyezte el magát az etnográfiával. 1919. november 4-én Budapesten házasságot kötött Leszik Károly és Roszmann-Tangl Katalin lányával, Ilonával. Az 1920-as évek elején behatóan foglalkozott a Sigmund Freud osztrák idegorvos által kimunkált pszichoanalízissel és ennek az elméletnek az etnológiában való alkalmazásával. E téma kutatása céljából hosszabb tanulmányúton vett részt. 1938-ban kivándorolt az Egyesült Államokba.
Első nagy etnológiai tanulmányútjára 1928-ban indult. Mivel kutatási témája szorosan a freudizmushoz kötődött, az expedíció költségeinek fedezetét a Freud hívének számító Marie Bonaparte görög hercegnő vállalta. Elkísérte útjára felesége is. Ausztrália felé tartva először Dzsibutiban álltak meg 1 hónapra, és a szomáliak közt végeztek megfigyeléseket. 1929 februárjában érkeztek Ausztráliába, ahol a kontinens közepén, a Hermannsburg-misszió körzetében élő aranda és loritja törzs között töltöttek hosszabb időt. Munkájuk befejeztével 1929 novemberében Adelaide-ba utaztak, majd onnan az ausztrál igazgatás alatt álló Pápua Új-Guinea székhelyére, Port Moresbybe mentek. Innen az Új-Guineához tartozó D'Entrecasteaux-szigetcsoport Normanby nevű szigetére hajóztak, ahol egy éven át tanulmányozták az ottani melanéz népcsoport életét.
Az Egyesült Államokban a mexikói határ közelében fekvő Yuma városnál levő rezervátumban az amerikai indiánok között 2 hónapot töltöttek. 1931 áprilisában érkeztek vissza Budapestre. A következő nagyobb kutatóútra a második világháború után (1945) nyílt lehetősége, amikor már Amerikában élt. Ezúttal a Mexikóban élő navaho indiánokat kereste fel pszichoanalitikai jellegű vizsgálatok céljából.
Expedícióit befejezve New Yorkban élt, és kutatásainak "nyersanyagait" dolgozta fel. Szerteágazó tudományos munkásságát 150-nél több tanulmánya és tucatnyi könyve fémjelzi, amelyek közt földrajzi, etnológiai, vallási és lélektani munkák egyaránt szerepelnek. Bodrogi Tibor értékelése szerint "az etnológia pszichoanalitikai irányzatának legkiemelkedőbb, világhírű egyénisége".
Róheim egyik néprajzi kötetének címadó tárgya, a csurunga; az ausztrál őslakosok hitvilágában belőle rajzanak ki asszonyaikba a gyermekek.

## Művei
- Drachen und Drachenkämpfer; Imberg und Lefson, Berlin, 1912
- Spiegelzauber; Internationale Psychoanalytischer, Leipzig–Wien, 1919 (Internationale psychoanalytische Bibliothek)
- Das Selbst. Eine vorläufige Mitteilung; Internationaler Psychoanalytischer, Leipzig–Wien–Zürich, 1921
- Australian totemism. A psycho-analytic study in anthropology; Allen and Unwin, London, 1925
- Mondmythologie und Mondreligion (1927)
- Animism, Magic and the Divine King (1930)
- Primitive high gods; The Psychoanalytic Quarterly Press, New York, 1934
- Psycho-analysis of primitive cultural types; Baillière, London, 1934
- The riddle of Sphinx or Human origins; Hogarth Press–Institute of Psycho-Analysis, London, 1934 (International psycho-analytical library)
- The origin and function of culture; Nervous and mental disease monographs, New York, 1943 (Nervous and mental disease monographs)
- The Eternal Ones of the dream. A psychoanalytic interpretation of Australian myth and ritual; International Universities Press, New York, 1945
- War, crime and the covenant; Medical Journal Press, Monticello, 1945 (Journal of clinical psychopathology Monograph series)
- Psychoanalysis and anthropology. Culture, personality and the unconscious; International Universities Press, New York, 1950
- The gates of the dream; International Universities Press, New York, 1952
- Hungarian and Vogul mythology; Augustin, Locust Valley, 1954 (Monographs of the American Ethnological Society)
- Magic and schizophrenia; International Universities Press, New York, 1955
- Hungarian and Vogul mythology; University of Washington Press Seattle–London, 1966 (Monographs American Ethnological Society)
- Héros phalliques et symboles maternels dans la mythologie australienne. Essai d'interprétation psychanalytique d'une culture archaïque; Gallimard, Paris, 1970 (Connaissance de l'inconscient)
- La panique des dieux et autres essais; Payot, Paris, 1974 (Petite bibliothèque Payot)
- Die Panik der Götter. Die Quellen religiöser Glaubensformen in psychoanalytischer Sicht; Kindler, München, 1975 (Kindler Taschenbücher Geist und Psyche)
- L'énigme du Sphinx; Payot, Paris, 1976 (Collection Science de l'homme)
- Social anthropology. A psycho-analytic study in anthropology and a history of Australian totemism; University Microfilms, Ann Arbor, 1977
- Psychoanalyse und Antropologie. Drei Studien über die Kultur und das Unbewusste; Suhrkamp, Frankfurt, 1977 (Edition Suhrkamp)
- L'animisme, la magie et le roi divin; Payot, Paris, 1988 (Science de l'homme)
- Les portes du rêve; Payot & Rivages, Paris, 2000

### Magyarul
- A varázserő fogalmának eredete; Posner Nyomda, Bp., 1914
- A kazár nagyfejedelem és a turulmonda; Hornyánszky Nyomda, Bp., 1917
- Adalékok a magyar néphithez. Második sorozat; Hornyánszky, Bp., 1920
- Magyar néphit és népszokások; Athenaeum, Bp., 1925
- A csurunga népe; Leblang, Bp., 1932
- Primitív kultúrák pszichoanalitikus vizsgálata. Tanulmányok; vál., előszó Verebélyi Kincső, utószó Székács István, ford. Angster Mária, Blastyik Éva, Győri László; Gondolat, Bp., 1984 (Társadalomtudományi könyvtár)
- A bűvös tükör. Válogatás Róheim Géza tanulmányaiból; vál., sajtó alá rend., utószó jegyz. Verebélyi Kincső; Magvető, Bp., 1984 (Magyar hírmondó)
- Róheim Géza; vál., sajtó alá rend., bev., jegyz. Tóth László; Új Mandátum, Bp, 1999 (Magyar panteon)
- A kultúra eredete és szerepe; angolból ford. Balázs-Piri Tamás; Animula, Bp., 2001
- Ádám álma; vál., összeáll., utószó Hárs György Péter; Múlt és Jövő, Bp., 2009 (Nepeś. Múlt és Jövő pszichológia)
- A varázserő fogalmának eredete; Hermit, Onga, 2010